# Parque Deportivo Veracruzano
El Parque Deportivo Veracruzano  fue un estadio de béisbol y fútbol que estaba localizado en Veracruz, Veracruz, México.

## Historia
Fue casa de los Rojos del Águila de Veracruz de la Liga Mexicana de Béisbol, en el cual jugaron de 1937 hasta la temporada de 1986, año en el que el equipo porteño desapareció de la liga, y que años más tarde retornara para jugar en el Parque Deportivo Universitario "Beto Ávila". Así como de los Tiburones Rojos de Veracruz de la Primera División de México, los cuales ocuparon dicho escenario de 1943 hasta 1967, año en el que el equipo veracruzano se mudó a su nueva casa que es el Estadio Luis "Pirata" Fuente.
En dicho inmueble se disputaron toda clase de partidos de béisbol y fútbol nacional e internacional, y en el que jugaron las máximas estrellas del béisbol y fútbol mexicano; entre ellos Luis "Pirata" Fuente y "Beto" Ávila.

### Cambio de nombre
En la década de los años 80, y tras la muerte del magnate veracruzano Jorge Pasquel Casanueva, quien fuera el directivo más influyente de la LMB en los años 40, se rebautizó al inmueble agregándole el nombre del magnate recién desaparecido, quedando nombrado Parque Deportivo Veracruzano "Jorge Pasquel Casanueva", sin embargo; poco tiempo después le quitaron el nombre del empresario veracruzano, ya que entre la afición porteña no gustó que se le haya cambiado el nombre al parque, sobre todo porque el personaje en cuestión no tuvo nada que ver con los Rojos del Águila, ya que el mismo fue dueño de los Azules de Veracruz, equipo que ni siquiera jugaba en el puerto ya que tenían su sede en la Ciudad de México a pesar del nombre.

### Deterioro del inmueble
Tras la partida del Águila en 1986, año en el que se jugó el último partido de béisbol de su historia de LMB, y tras un abandono prolongado por parte de las autoridades, el recinto se deterioró de manera radical. A partir de esa situación, las autoridades determinaron llevar al cabo dos posibles acciones dependiendo de lo afectado que estuviera el inmueble: la primera era remodelar el parque de una manera integral para que siguiera siendo un símbolo del deporte en el puerto de Veracruz; y la segunda demolerlo para volver a construir en el terreno que ocupaba un nuevo parque para la práctica deportiva, pero sobre todo del béisbol.

### Demolición
Sin embargo, en 1991 en la administración del exalcalde de Veracruz Víctor Gardoqui Zurita, se anunció su demolición, pero en su lugar fue construido lo que ahora se conoce como el Parque Ecológico "Adolfo Ruiz Cortines", que solamente tiene un pequeño campo que es utilizado para la práctica del béisbol infantil y para realizar partidos de Softbol.
Dicha determinación causó el malestar de la afición veracruzana, ya que con su desaparición se acababa no sólo con un recinto deportivo, sino con parte de la historia de la ciudad de Veracruz, ya que en él se realizaron muchísimos eventos distintivos del puerto, entre ellos las coronaciones de los Reyes del Carnaval de Veracruz.

### Curiosidades
Por otro lado, cabe destacar que todos los campeonatos que lograron los Tiburones Rojos en la Primera División y el del su primer torneo de Copa, se consiguieron en dicho escenario.

## Eventos
Cabe señalar, que los principales eventos que se llevaron al cabo en este parque fueron: Juegos de Estrellas de la LMB, Coronaciones de los Reyes del Carnaval de Veracruz, Partidos de Fútbol americano, Corridas de Toros, Conciertos, Peleas de Box, Eventos religiosos, etc.